# Loxobates ornatus
Loxobates ornatus är en spindelart som beskrevs av Tord Tamerlan Teodor Thorell 1891. Loxobates ornatus ingår i släktet Loxobates och familjen krabbspindlar. Inga underarter finns listade i Catalogue of Life.